# Danci (Vižinada)
Danci is een plaats in de gemeente Vižinada in de Kroatische provincie Istrië. De plaats telt 13 inwoners (2001).